# 야자술
야자술은 다라수, 코코야자, 대추야자 등 여러 종려과 식물의 수액으로 만든 술이다. 남아시아, 동남아시아, 아프리카, 카리브 제도, 남아메리카 등에서 생산·소비된다.

## 같이 보기
- 아락
- 풀케